# H.P.L. (1890-1991)

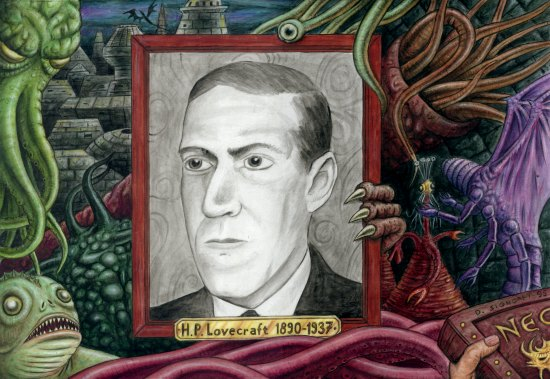
H. P. Lovecraft, héros de l'uchronie HPL (1890-1991)

H.P.L. (1890-1991) est une nouvelle de Roland C. Wagner. Elle retrace une biographie uchronique de H. P. Lovecraft dans laquelle celui-ci guérit de son cancer et vit centenaire.  
Parue dans la revue CyberDreams en 1996, elle obtint en 1997 le prix Rosny aîné
. 
Elle marque un tournant dans l'œuvre de Roland C. Wagner, qui prend alors une tonalité plus optimiste. Selon Serge Lehman, on décèle  dans cette novella un « rapport plus serein à l'écriture », mutation qui « illumine la série des Futurs Mystères de Paris » .

## Éditions
- 1995 : Éditions L'astronaute mort, collection Bibliothèque sublunaire
- 1996 : CyberDreams 08 : Les mondes d'à côté, DLM Éditions
- 2000 : Recueil Musique de l'énergie, Nestiveqnen
- 2001 : Recueil Les Navigateurs de l'impossible
- 2006 : édition bilingue ActuSF, collection Les Trois Souhaits  (ISBN 2-9522502-2-7) version traduite en anglais par Jean-Daniel Brèque.